# Église Saint-Martin de Vitrac
Pour les articles homonymes, voir Église Saint-Martin.
L'église Saint-Martin est une église catholique située à Vitrac, en France.

## Localisation
L'église est située dans le département français de la Dordogne, sur la commune de Vitrac.

## Historique
L'église Saint-Martin faisait partie d'un prieuré de Saint-Augustin dépendant de l'abbaye de Saint-Amand-de-Coly.
L'édifice est inscrit au titre des monuments historiques en 1925.

## Description
L'église comprend une nef de deux travées flanquée de deux chapelles de part et d'autre formant un transept. La nef est suivie d'un chœur barlong.

### La nef
La nef  été construite au XIIe siècle. La première travée a été revoûtée d'arêtes.Elle était probablement voûtée en berceau à l'origine. Elle est éclairée par une baie au sud.
La seconde travée, barlongue, a été revoûtée d'ogives modernes qui retombent à pénétration sur des colonnes. 
Le doubleau à rouleau qui sépare les deux travées est brisé et très épais. Une porte s'ouvre au nord donnant accès à une vis.
Dans la seconde travée s'ouvre au nord par un arc brisé une chapelle du XVe siècle, voûtée d'ogives retombant sur des culots. Elle est décorée de peintures murales derrière l'autel. Il reste aussi des blasons et une litre funéraire.
Une chapelle a été bâtie au XVe siècle au sud de la nef. Elle est voûtée d'ogives retombant à pénétration sur des colonnettes.
Le portail se trouve sur la façade ouest. Il a été refait au XIIIe siècle. Il est surmonté d'un arc brisé mouluré d'un tore entre les deux contreforts plats. Le portail s'ouvre sous une baie en plein-cintre ont la voussure retombe sur des colonnes portant des chapiteaux sculptés d'oiseaux. Au-dessus on voit une archivolte brisée retombant sur un bandeau sculpté de billettes. Deux animaux - lions ou léopards - ont été sculptés sur la façade.
Le clocher a été remonté au XVIIe siècle. Il est percé sur chaque face de deux baies en plein cintre.  
Un enfeu a été placé dans un mur construit contre le portail, côté sud.

### Le chœur
Le chœur barlong date du XIIe siècle. Il est voûté d'un berceau en plein cintre. Les murs goutterots sont percés de baies rectangulaires. Le chevet plat était percé d'une baie-meurtrière qui a été bouchée.
Au-dessus du chœur a été élevé un clocher à baies rectangulaires sur chaque face qui a dû être construit pour des raisons défensives.

## Galerie

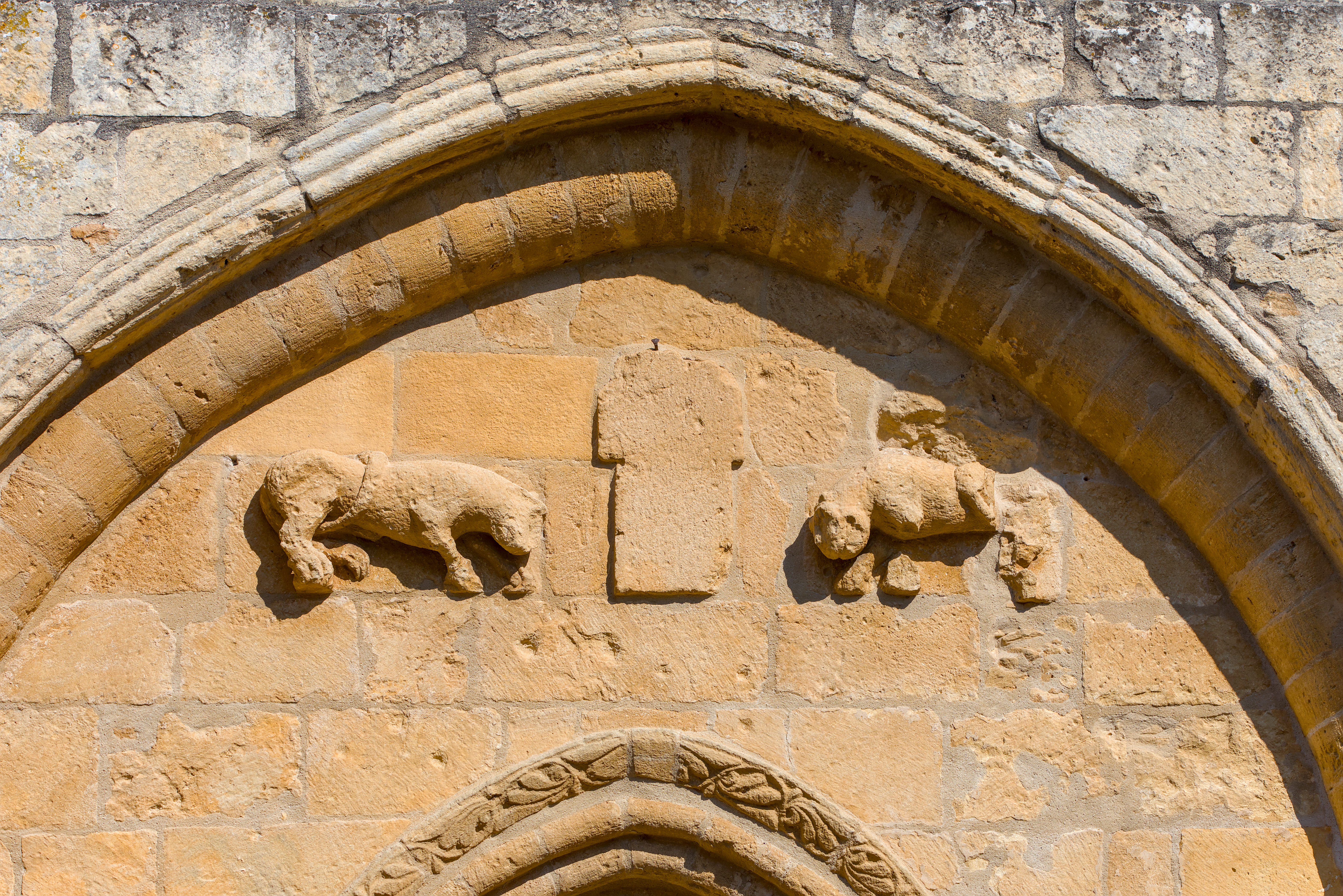
Détails de la façade.
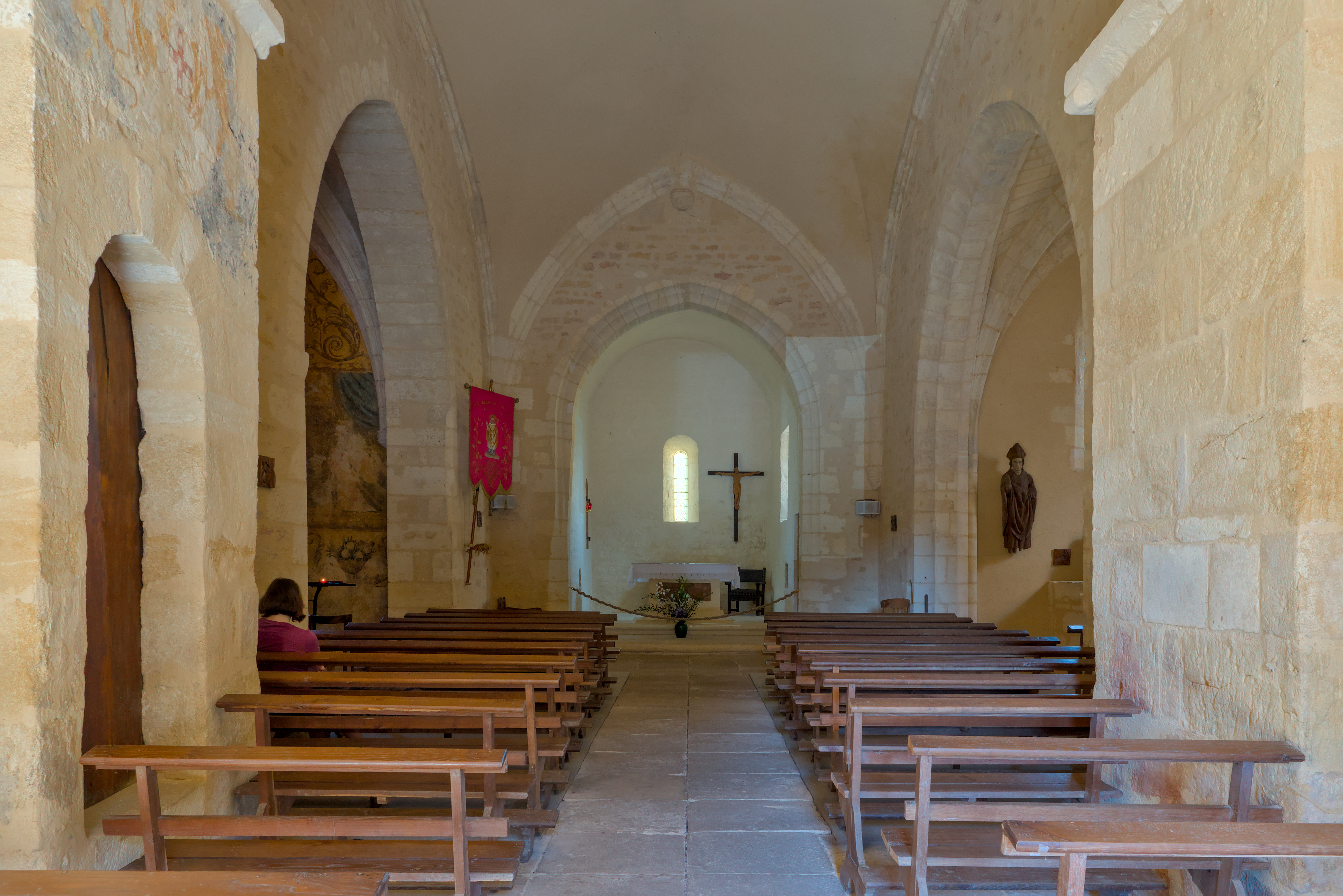
La nef.
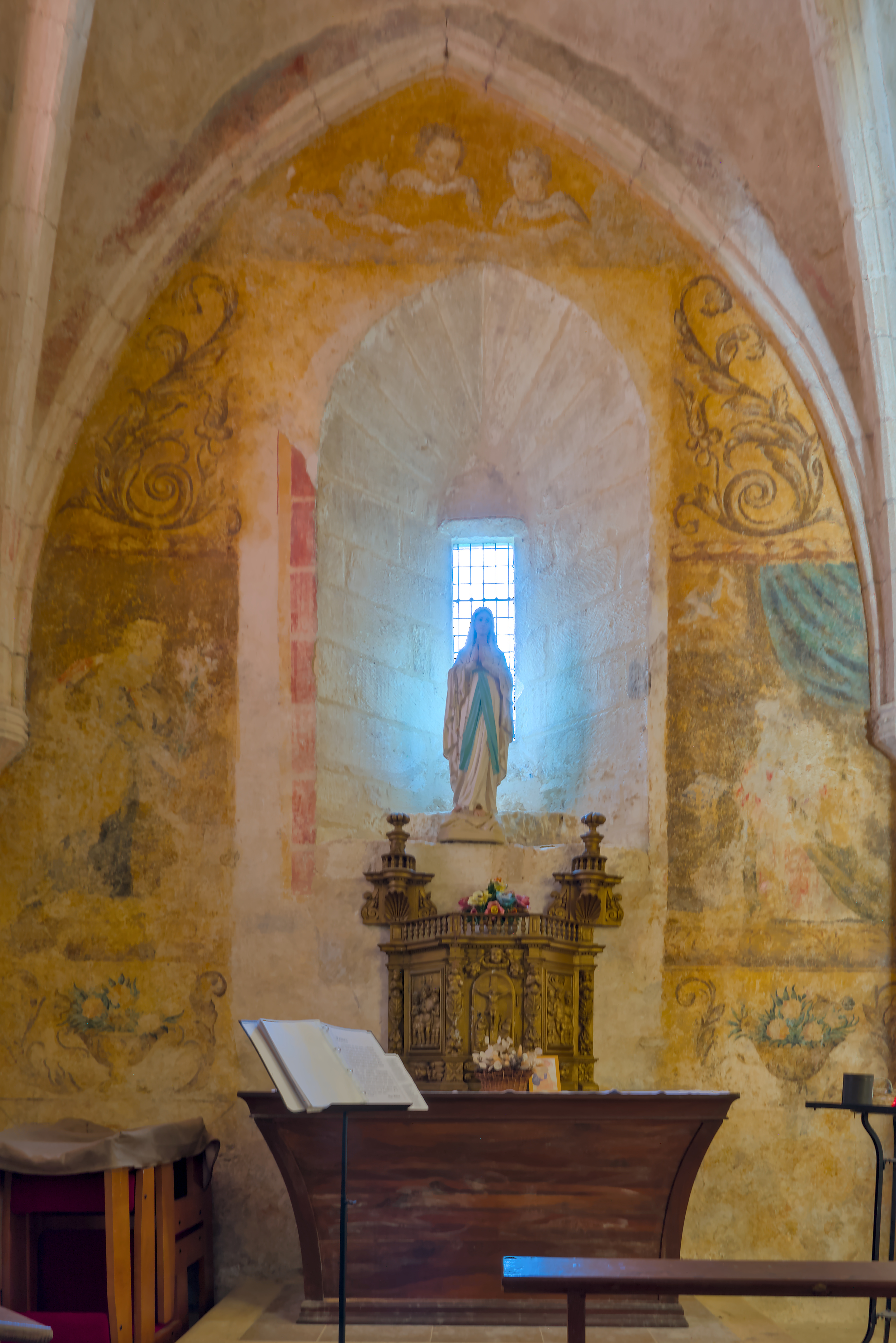
La chapelle nord.